# Renan Abner do Carmo de Oliveira
Renan Abner do Carmo de Oliveira, noto semplicemente come Renan (Santo André, 8 maggio 1997), è un calciatore brasiliano, attaccante del La Equidad in prestito dal Sarajevo.

## Caratteristiche tecniche
È un centravanti.

## Carriera
Cresciuto nel settore giovanile di Juventus-SP e São Bernardo, il 13 luglio 2017 è approdato in Europa passando in prestito al ViOn Z.M. Poco impiegato nel corso della stagione, fa rientro in Brasile e poco dopo passa al Mosta, a titolo definitivo. Dopo una breve parentesi al San Ġwann, l'11 luglio 2019 si è trasferito a titolo definitivo al L'viv.

## Palmarès

### Club

#### Competizioni nazionali
- Coppa di Lituania: 1

Žalgiris: 2022
- Campionato lituano: 1

Žalgiris: 2022